# Argonaute (mollusque)
Argonauta
Pour les articles homonymes, voir Argonauta (homonymie) et Argonaute (homonymie).
Genre
Argonauta est un genre de mollusques céphalopodes appelés argonautes, le seul actuel de la famille des Argonautidae. Le nom scientifique Argonauta fait référence à la légende antique des Argonautes.

## Description et caractéristiques

### Caractères distinctifs
Le dimorphisme sexuel est très marqué : les femelles adultes sont 10 à 15 fois plus grandes que les mâles. Les hectocotyles des mâles s'autotomisent dans la cavité palléale de la femelle. Les œufs fécondés (ayant amorcé leur segmentation) sont déposés dans la nacelle calcitique (« coquille » plus ou moins translucide) que la femelle sécrète et maintient avec ses bras dorsaux. Une fois l'éclosion assurée, la femelle meurt et la coquille (déjà connue d'Aristote et de Pline) dérive au gré des flots. À l'exception de la membrane des bras dorsaux, la membrane brachiale est très peu développée.
Le tégument présente des reflets argentés et une vive coloration rouge à brune. Comme d'autres céphalopodes, les Argonautes disposent d'encre noire pour créer un « rideau de fumée » défensif.

### Différences avec les genres les plus similaires
La présence de la nacelle et l'absence de pores aquifères permettent de distinguer ce genre de Tremoctopus.

### Taille
Les femelles mesurent jusqu'à 12 cm (longueur du manteau), avec une nacelle pouvant atteindre une taille de 30 cm. Les mâles mesurent 2 cm au maximum en longueur totale.

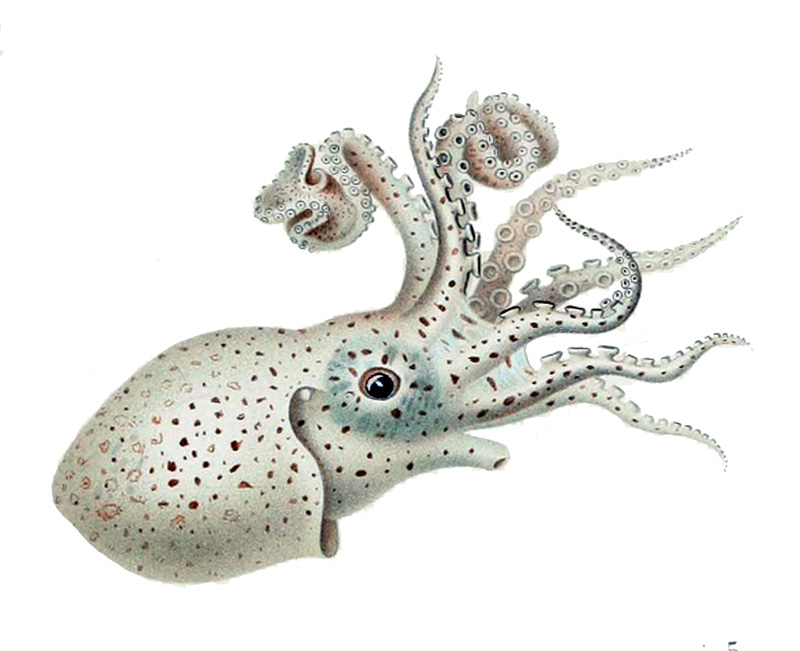
Argonauta hians femelle
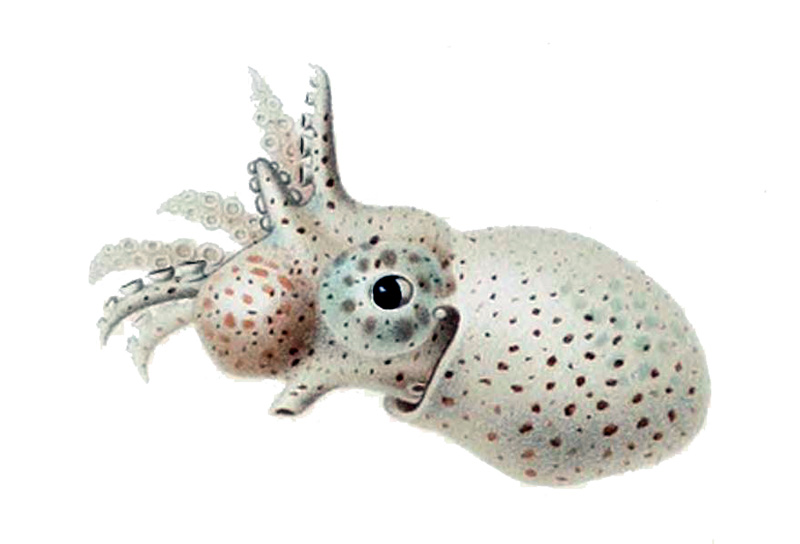
Argonauta hians mâle
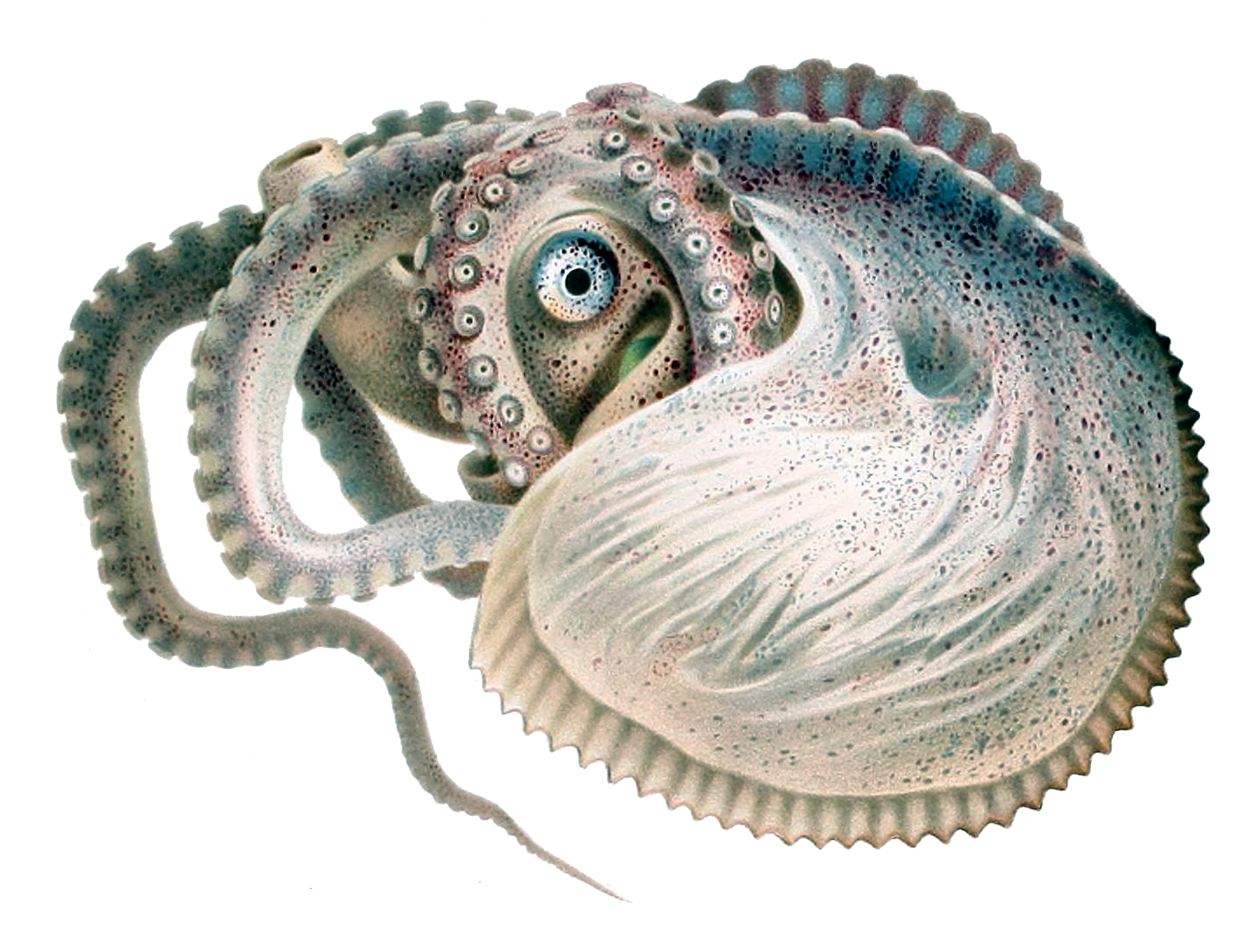
Argonauta argo
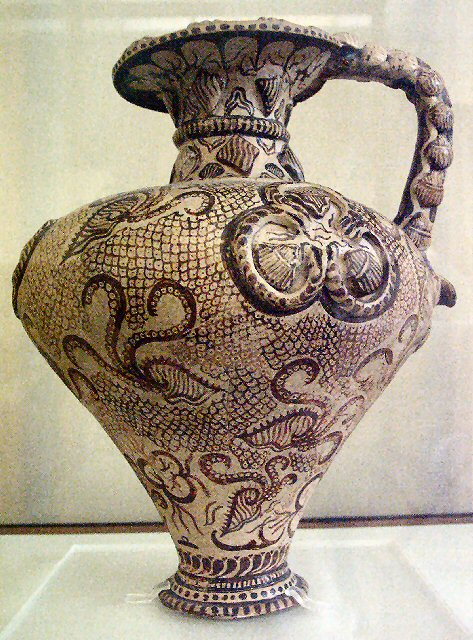
Vase minoen aux mollusques Argonautes
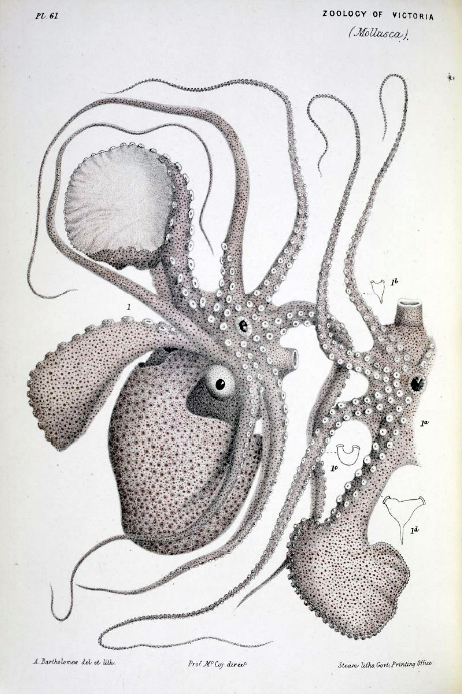
Argonauta nodosa (lithographie)
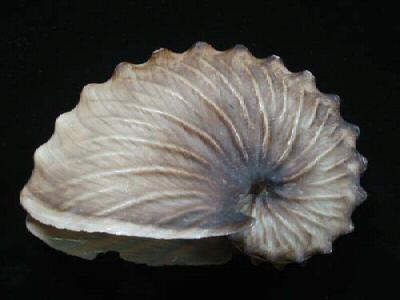
Nacelle de Argonauta hians femelle
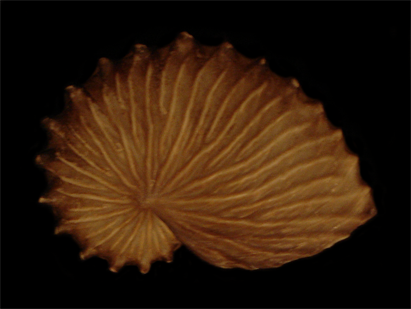
Argonauta bottgeri
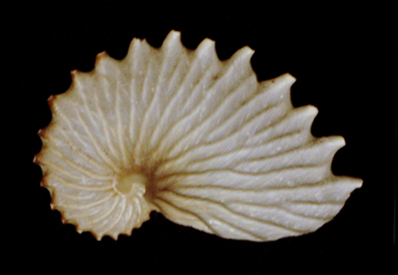
Argonauta cornuta
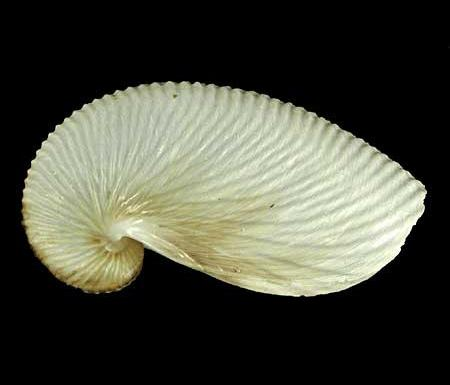
Argonauta nouryi
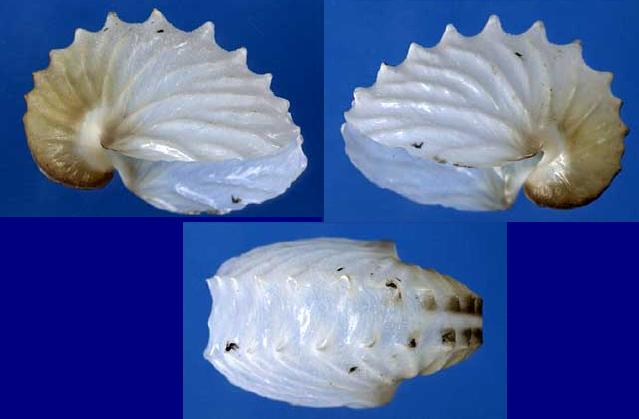
Argonauta pacifica
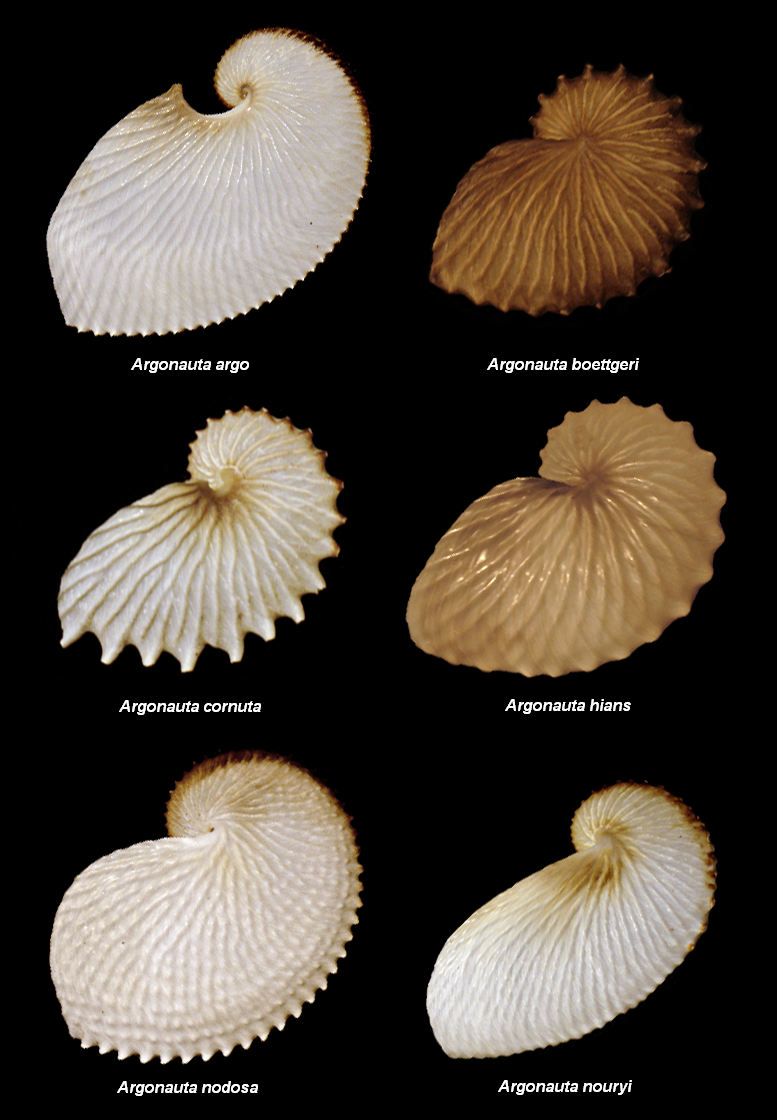
Diverses coquilles d'espèces du genre Argonauta

## Liste des espèces
| Selon World Register of Marine Species (3 janvier 2025) : - Argonauta argo Linnaeus, 1758 — Argonaute voilier - Argonauta hians Lightfoot, 1786 — Argonaute voilier brun - Argonauta nodosus Lightfoot, 1786 — Argonaute noueux - Argonauta nouryi Lorois, 1852 | Selon ITIS (27 janvier 2016) : - Argonauta argo Linnaeus, 1758 - Argonauta bottgeri von Maltzan, 1881 (synonyme d'Argonauta hians selon WoRMS) - Argonauta cornuta Conrad, 1854 (synonyme d'Argonauta nouryi selon WoRMS) - Argonauta hians Lightfoot, 1786 - Argonauta nodosa Lightfoot, 1786 - Argonauta nouryi Lorois, 1852 - Argonauta pacifica Dall, 1871 (synonyme d'Argonauta argo selon WoRMS) |

## Répartition et habitat
Toutes les mers chaudes, en particulier la Méditerranée. Ce sont des espèces épipélagiques, océaniques, vivant dans les eaux de surface.

## Pêche et utilisation
Les Argonautes ne sont pas recherchés pour la pêche, mais celle-ci les affecte néanmoins, car parfois des masses de plusieurs dizaines de kilogrammes par trait de chalut pélagique, peuvent être accidentellement capturées, et la plupart des individus sortis de l'eau et écrasés ne survivent pas. Tout au plus peuvent-ils alors servir d'appâts.